# Jardin botanique de Hanoï
Le jardin botanique de Hanoï est situé dans la capitale vietnamienne, Hanoï, au nord du pays. Son code d'identification internationale est Hanoi. Il s'étend sur dix hectares et est le plus vieux parc de la ville.

## Histoire et emplacement
Le jardin est aménagé en 1890 du temps de l'Indochine française dans une zone verte de trente-trois hectares au nord-ouest de la capitale autour d’un bel ancien petit lac, où se trouve la ville coloniale (monuments administratifs et des villas françaises dans la zone de Ba Đình). Le lac de l'ouest et le lac de Truc Bach se trouvaient à proximité et l'ancien lycée Albert-Sarraut, au sud. 
André Alaric Salavan a été son administrateur. 

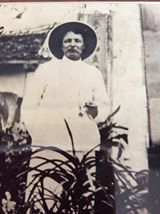
André Alaric Salvan, Administrateur du Jardin Botanique de Hanoï, autour de 1890.

Il y a eu une période pendant laquelle, le long des passages, on a mis des cages d’oiseaux et d’animaux. Par conséquent, le jardin botanique était également connu comme le jardin zoologique. Ensuite, les oiseaux et les animaux ont été transférés au parc animalier de Hanoï et le jardin botanique a retrouvé son nom d’origine. 
Pendant de nombreuses décennies, le jardin a vu se réduire sa superficie en raison de l’urbanisation. À l’heure actuelle, sa superficie est d’un peu plus de 10 hectares dans le quartier de Ngọc Hà, dans l’arrondissement de Ba Đình.
Actuellement, le Jardin botanique est un poumon vert de Hanoi, où les amoureux de la nature sont immergés dans les feuilles vertes.

## Topographie
Dans le parc, il y a une colline basse qui s’appelle núi Nùng (littéralement: le mont Nùng), où se trouvent plusieurs arbres rares, la catégorie principale est l’arbre Sưa (nom scientifique: Dalbergia tonkinensis).
Sur le sommet de la colline Nùng, il y a le temple Huyền Thiên hắc đế, - un personnage légendaire-, qui a contribué à la victoire militaire du roi Lý contre les agresseurs du Sud. 

## Collections
Le jardin est planté aux deux tiers d'espèces vietnamiennes et à un tiers d'espèces importées. Elles sont typiques de la zone humide tropicale. La plupart des espèces sont des espèces locales, d'autres sont des espèces exotiques de tous les continents du monde. On y trouve des Araceae, de nombreux ficus, énormes avec des racines adventices, une collection d'orchidées, et diverses plantes ornementales.
Le jardin a encore préservé des arbres de très grand diamètre et abrite soixante-et-une espèces d'arbres du pays et des espèces provenant d'Australie, d'Asie, d'Afrique et d'Amérique.